# 郑英 (武安侯)
郑英（15世纪—1516年10月31日），明朝武安侯郑宏子，后袭爵。与同时期武将郑英不是一人。

## 生平

### 明宪宗年间
成化十三年（1477年）郑宏去世，郑英袭为武安侯。九月，与保定侯梁傅、镇远侯顾溥、西宁侯宋恺、驸马都尉、石璟、马诚、富阳伯李舆、武进伯朱霖、丰润伯曹振、崇信伯费淮为正使，与众副使持节册封辽王朱豪墭第二子镇国将军朱恩鑙为辽世子、岷王朱音埑第六子朱膺录为唐年王，瀋府陵川康肃王朱佶煃嫡长孙朱诠𨮒为陵川王，淮府永丰恭和王朱祁钺嫡长子朱见净为永丰王，赵府襄邑恭定王朱祁锃第二子镇国将军朱见沂为襄邑王，代府隰川懿安王嫡长子朱仕邃为隰川王，瀋府沁源端宪王朱幼埼长子朱诠锺为沁源王，进其夫人高氏为沁源王妃，南城兵马副指挥夏宣女为唐府新城王朱芝坦妃，南城兵马副指挥宋宏女为承休王朱芝埌妃，西城兵马副指挥李真女为代府武邑王朱聪沬妃，庆府群牧所副千户沈宏女为丰林王朱邃㙂妃，西城兵马副指挥刘瑄女为韩府汉阴王朱偕汪妃，韩府奉祠所奉祠副平寔女为高平王朱偕滦妃。
十六年（1480年）九月，与西宁侯宋礼、武平伯陈能、费淮为正使，与众副使持节册封辽世子朱恩鑙为辽王，进世子妃张氏为辽王妃，襄王朱祁镛长子朱见淑为襄世子，第二子朱见淓为阳山王，德王朱见潾嫡长子朱祐榕为德世子，庶长子朱祐樬为泰安王，代府和川悼僖王朱成镘长子朱聪潪为和川王，进夫人孙氏为和川王妃。
十一月，与泰宁侯陈桓、顾溥、恭顺侯吳鑑、费淮、怀柔伯施鑑坐五军等营，郑英坐左哨营。
十九年（1483年）九月，与会昌侯孙铭、清平伯吳琮、彭城伯张信、施鑑为正使，与众副使册封荆王朱见潚庶长子朱祐柄为荆世子，都梁悼惠王朱见溥长子朱祐橺为都梁王，代王朱成鍊第三子朱聪涓为乐昌王，第四子朱聪注为吉阳王，鲁王朱阳铸嫡第二子朱当漎为鲁世子，第五子朱当湄为高密王，瀋王朱幼㙾第二子朱诠鉌为灵川王，唐山悼僖王朱幼墧长子朱铨铍为唐山王，夫人张氏进唐山王妃，南城兵马副指挥孔显女为滋阳王朱当渍妃，西城兵马副指挥杜显女为汶川王朱申销妃。
二十一年（1485年）八月，与恭順侯吳鑑、保定侯梁任、鎮遠侯顧溥、永康侯徐錡、陽武侯薛倫、豐城侯李璽、應城伯孙继先、施鑑、遂安伯陳韶、修武伯沈祺為正使，与众副使持節冊封唐王朱芝址庶長子潁昌王朱彌鍗為唐世子、王妃蘇氏為唐世子妃，庶第四子朱彌鈱為郾城王，庶第五子朱彌鋿為衛輝王，楚府江夏悼順王朱季㙱嫡長子朱均鋷為江夏王，瀋王朱幼㙾庶第三子朱詮鏋為宜山王，淮王朱祁铨第二子朱見澱為清江王，荊王朱見潚庶第三子朱祐槢為虞城王，庶第四子朱祐橙為洛安王，慶王朱邃塀庶長子朱寘錖為落交王，崇王朱见泽庶長子朱祐桓為瑞安王，周府鎮平榮莊王朱子堠庶長子鎮國將軍朱同䥸為鎮安王，進夫人劉氏為鎮安王妃，趙府洛川靖懿王朱祁鋹嫡長子朱見渥為洛川王，進夫人王氏為洛川王妃，西城兵馬副指揮栗俊次女為瀋府西陽王朱詮鉦妃，南城兵馬副指揮蕭晟次女為寧府建安王朱覲鋉妃，東城兵馬副指揮周昱次女為德府泰安王朱祐樬妃。
二十三年（1487年）六月，与吳鑑、顾溥、保定侯梁任、永康侯徐锜、广平侯袁辂、遂安伯陈韶、施鑑充正使，与众副使持节册封周世子朱同䥝为周王、世孙朱安㶇为周世子，肃简王朱禄埤庶长子汾川王朱貢錝为肃王，妃杨氏进为肃王妃，辽王朱恩鑙嫡长子朱宠涭为辽世子，第二子朱宠瀤为光泽王，肃宁悼靖王朱恩鉹嫡长子朱宠汕为肃宁王，通城荣顺王朱季𰊺嫡长孙朱荣渡为通城王，鲁王朱阳铸第三子朱当沘为东瓯王，晋府河东昭靖王朱锺鏸嫡长子朱奇淮为河东王，夫人韩氏进为河东王妃，代府饶阳悼昭王朱成鋈嫡长子朱聪澂为饶阳王，昌化温宪王朱仕墰嫡长子朱成锾为昌化王，夫人畅氏进为昌化王妃，赵王第三子朱祐棌为清流王，临漳恭安王朱祁鋆嫡长子朱见淔为临漳王，夫人石氏进为临漳王妃，南城兵马司副指挥张桓女为楚府江夏王朱均鋷妃。

### 明孝宗年间
弘治元年（1488年）二月，与吳鑑、梁任、顾溥、阳武侯薛伦、驸马都尉周景、杨伟、曹振、兴安伯徐盛、成安伯郭鐄、成山伯王镛、平乡伯陈信、都督佥事张海、郕府仪宾王宪、户部右侍郎叶淇、礼部右侍郎倪岳、通政使司左通政张璞、右通政陈琬、左参议田景贤、大理寺右少卿李价、鸿胪寺卿齐章、光禄寺少卿李绅、尚宝司卿李璋、吏科给事中郑寯、户科给事中王珦、礼科右给事中张九功、兵科右给事中陈瑞、刑科给事中蔡坤、工科给事中夏昂、中书舍人欧阳棔、黄琳、孙琰等持香帛分祀 祖陵等陵、徐杨等王、岳镇海渎历代帝王先师孔子大岳太和山真武等神及各府先王。
二年（1489年）九月，与怀宁侯孙泰、薛伦、定西侯蒋骥、清平伯吴琮、东宁伯焦俊、徐盛、建平伯高进、张信、修武伯沈坊持节充正使，与众副使册封唐世子朱弥鍗为唐王，妃苏氏为唐王妃，襄世子朱见淑为襄王，宁府辅国将军朱宸浮为石城王，周王朱同䥝弟朱同鏘为新会王，颍川温僖王朱子墟子镇国将军朱同𨭖为颍川王，夫人王氏为颍川王妃，周王子镇国将军朱安涘为义宁王，镇国将军朱安泛为平乐王，镇国将军朱安㴦为崇善王，镇国将军朱安漨为海阳王，镇国将军朱安渳为安定王，镇国将军朱安㵩为曲江王，镇国将军朱安㳚为博平王，镇国将军朱安𣹩为聊城王，镇国将军朱安漕为汾西王，淮王朱祁铨子朱见湁为南康王，晋府河中悼怀王朱奇溶长子朱表梈为河中王，伊府方城怀僖王朱𬤊𨰞长子朱訏为方城王，东城兵马副指挥刘钊女为鲁府阳信王朱当㳻妃，岷府安昌怀僖王朱膺铺长子朱彦滵为安昌王，湖广武冈州监生刘政女为安昌王妃，东城兵马副指挥崔胜女为德府济宁王朱祐桪妃。
三年（1490年）八月坐耀武营，管操练军队。
八年（1495年）六月，郑英等八百零八人缺席朝参，明孝宗下旨说，各官懒惰朝参，不畏礼法，本当究问，姑且宽恕。
十三年（1500年）四月，兵部奉旨上疏称郑英、徐锜、襄城伯李鄌、南和伯方寿祥、都督佥事杨玉、都指挥文锦及在外都指挥丁玉等五十七个在京的武官材勇可取，请求任用，获准。
十四年（1501年）四月，与方寿祥领续选听征官军一万人于原营操练听调。五月，出镇陕西充总兵官。九月，与巡抚都御史周季麟因隐瞒蒙古入侵军情被兵部治罪，兵部建议看在边疆有军情，下诏切责让他们戴罪立功，孝宗准奏。兵科都给事中屈伸等又奏周季麟节制不严、郑英统驭无方，监察御史匡翼之等也请求治周季麟、郑英、镇守太监刘云之罪。
十六年（1503年）四月，孝宗宽恕周季麟、郑英、刘云等，罚郑英俸两月。
十七年（1504年）八月，应郑英所请，将其岁禄折色五百石内改支本色二百石。十一月，蒙古万余骑入寇，兵部安排郑英驰往固原督守备等官整兵防守，孝宗准奏。郑英奏称奉敕令专一备御固原，总制尚书秦纮又欲令他防守西安，请求决断，孝宗命他仍领西安原调备冬官军三千前往固原防备蒙古。

### 明武宗年间
弘治十八年（1505年）十月，杨一清巡抚陕西、督马政，因郑英贪腐昏庸不称职，将其弹劾罢免，推荐都指挥佥事曹雄代任。
正德三年（1508年）三月，与宁阳侯陈继祖、崇信伯费柱、建平伯高霳、应城伯孙钺、成安伯郭宁、恭顺侯吴世兴、镇远侯顾仕隆、宣城伯卫璋、遂安伯陈鏸、平江伯陈熊为正使，与众副使持节册封襄简王朱见淑第二子光化王朱祐櫍为襄王，崇简王朱见泽世子朱祐樒为崇王，妃李氏为崇王妃，徽庄王朱见沛世子朱祐檯为徽王，瀋王朱幼㙾庶长子西阳王朱诠钲为瀋世子，妃宋氏为瀋世子妃，岷王朱彦汰嫡长子朱誉荣为岷世子，周府上洛庄惠王朱同䤪嫡第九子朱安瀼为上洛王，庆府庆王朱台浤弟朱台濠为寿阳王，秦府保安庄简王朱公鋉庶第五子镇国将军朱诚漖为保安王，汧阳安裕王朱诚洌庶长子镇国将军朱秉楱为汧阳王，夫人稽氏为汧阳王妃，晋府宁河安宪王朱锺镂嫡第三子朱奇沄为宁河王，鲁府安丘荣顺王朱当澻长子朱健朴为安丘王，夫人孔氏为安丘王妃，钜野恭定王朱阳蓥长子朱当涵为钜野王，夫人孙氏为钜野王妃，监生萧本正长女为岷府黎山王朱彦𰝥妃，西城兵马副指挥杨世清长女为崇府庆元王朱祐椐妃，东城兵马副指挥邓钺长女为周府博平王朱安㳚妃，南城兵马副指挥卢钚长女为周府莱阳王朱安潏妃，南城兵马副指挥高纶长女为宁府瑞昌王朱拱栟妃，西安右获卫纳粟副千户杨仁长女为秦府宜川王朱秉𣕃妃。
五年（1510年）四月，与吴世兴、兴安伯徐良、卫璋、安乡伯张坤、清平伯吴杰、武进伯朱本为正使，与众副使册封蜀府昭王朱宾瀚嫡长子朱让栩为蜀王，晋府镇国将军朱表槏为新化王，朱表栺为旌德王，辅国将军朱表杋为交城王，代府思王朱聪沬庶第二子朱俊柜为进贤王，代王朱俊杖庶长子朱充燿为泰顺王，庶第四子朱充爔为河内王，岷王朱彦汰嫡第二子朱誉桔为善化王，荆府都昌悼僖王朱祐㮧嫡长子朱厚熙为都昌王，瀋府沁水端懿王朱诠鐕嫡长子朱勋瀶为沁水王。
七年（1512年）七月，受任为南京左府佥书管事。八月，南京府事兵部弹劾郑英和前府佥书管事彭城伯张钦偷懒不赴任，请求治罪，武宗都宽恕了，准许郑英自称老病辞职。
九年（1514年）五月，与永寿伯朱德、高平伯谷大宽、朱本、永康侯徐源、刑部左侍郎张纶、张坤、陈继祖、泰宁侯陈儒、东宁伯焦洵充正使，与众副使持节册封崇府崇靖王朱祐樒世子朱厚燿为崇王，赵府赵王朱祐棌嫡长子朱厚煜为赵世子，韩府通渭恭裕王朱偕浢庶长子朱旭为通渭王，鲁府东阿荣靖王朱阳镖庶长子镇国将军朱当滰为东阿王，邹平恭懿王朱阳鎕庶长子镇国将军朱当潩为邹平王，荆府荆和王朱祐橺庶第二子朱厚焜为富顺王，辽府长阳昭和王朱豪㙷嫡长子朱恩钠为长阳王，夫人黄氏进为长阳王妃，周府河阴王朱安㳋夫人张氏进为河阴王妃，南城兵马副指挥牛端女为鲁府新蔡王朱当泘妃，东城兵马副指挥刘瓒女为秦府郃阳王朱秉橘妃，西城兵马副指挥贾仓女为瀋府定陶王朱诠鑨妃，南城兵马副指挥彭镛女为代府和川王朱俊㰍妃。
十年（1515年）九月，与安乡伯张冲、吴杰、武靖伯赵弘泽、焦洵、陈儒、礼部左侍郎吴俨、陈继祖、高霳、通政使司左通政刘达为正使，与众副使持捧节册册封荣王朱祐枢嫡长子朱厚勳为世子，嫡次子朱厚𤏴为福宁王，韩王朱旭櫏嫡第二子朱融燧为世子，庶长子朱融焌为长洲王，褒城安僖王朱偕沺庶长子镇国将军朱旭栏为褒城王，赵府广安端裕王朱祐枳嫡长子朱厚熽为广安王，瀋王朱幼㙾庶第七子朱诠𨭖为云和王，庆府丰林温僖王朱邃㙂嫡长子朱寘镤为丰林王，东城兵马司副指挥颜兖女为岷世子朱誉荣妃，北城兵马司副指挥伍经女为南丰王朱彦激妃，通判王纶女为益世子朱厚烨妃，东城兵马司副指挥石钰女为鲁府邹平王朱当潩妃，东城兵马司副指挥王纲女为晋府靖安王朱表柣妃，中城兵马司副指挥刘瓒女为周府封丘王朱同铬妃。
十一年十月卒。诏给其家斋粮麻布，赐祭葬，皆如惯例。十二年（1517年）三月，武宗命其子郑纲袭爵。